# Hanns Goebl

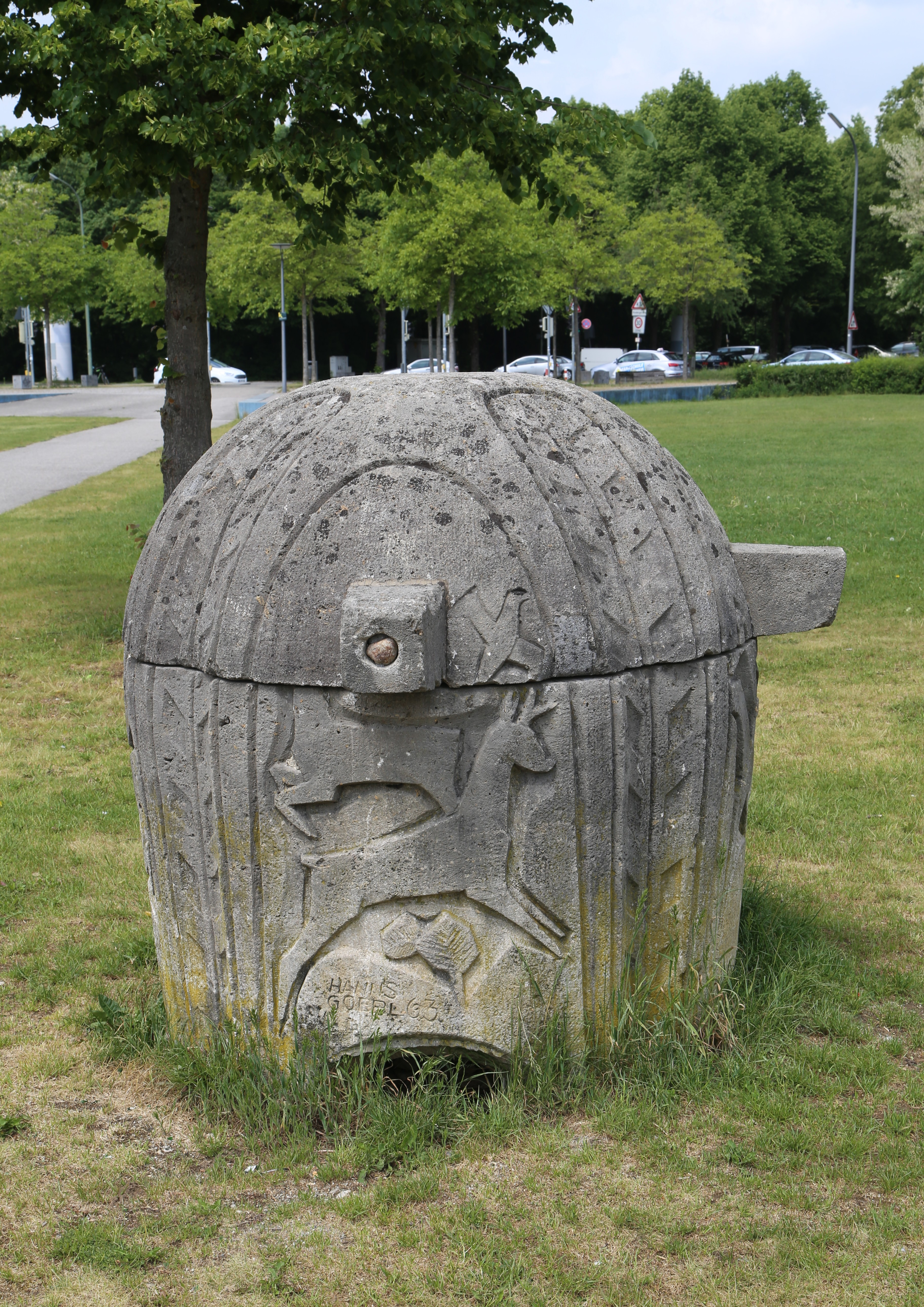
Skulptur 1963 am Münchner Goldschmiedplatz

Hanns Goebl (* 23. Juni 1901 in München; † 12. August 1986) war ein deutscher Bildhauer, der für die Porzellanmanufaktur Nymphenburg arbeitete.
Goebl wurde in München geboren. Von 1924 bis 1929 war er Student an der Akademie der schönen Künste in München, u. a. als Schüler von Joseph Wackerle. Er bekam ein Stipendium für die Villa Massimo in Rom. Nach seiner Rückkehr nach Deutschland ging er zur Nymphenburger Porzellan-Fabrik, wo er zahlreiche kleinere Arbeiten ausführte, z. B. Soldatenfiguren. 1932 wurden seine Arbeiten in der Villa Romana in Florenz ausgestellt. 1935 war er an der Preußischen Akademie der Wissenschaften in Berlin, 1940 und 1941 an der Kunsthalle Mannheim tätig.
Goebl war 1938, 1939, 1941 und 1942 auf den Großen Deutschen Kunstausstellungen in München mit insgesamt vier Plastiken vertreten, darunter 1938 eine Porträtplastik des Staatssekretärs Hans Dauser, die Hitler erwarb, und 1941 ein Hoheitsadler mit dem Hakenkreuz. Er schuf auch eine Büste von Rudolf von Sebottendorf
Nach dem Zweiten Weltkrieg schuf Goebl Plastiken in zurückhaltender Abstraktion und nahm weiter an Kunstausstellungen teil, unter anderem an der Großen Kunstausstellung im Haus der Kunst in München.
1976 erhielt er den Ehrenpreis des Schwabinger Kunstpreises.